# 臺灣獨立運動提議國旗
以下是提倡台灣獨立運動的團體所提議的台灣國旗。

## 台灣共和國臨時政府國旗

成立於東京的台灣共和國臨時政府國旗

台獨派人士反對或拒絕承認國民政府或中華民國在台灣的管轄，主張台灣地位未定論。早年較多積極鼓吹者離台赴日，日本成為此種主張較為集中的地方。於日本從事台灣獨立運動的廖文毅與台灣民主獨立黨，於1956年2月28日宣佈於東京成立台灣共和國臨時政府，舉廖文毅為大統領，吳振南為副大統領，簡文介為政府秘書長，以藍底日月旗為國旗。並組織台灣共和國臨時國民議會（1955年9月），但沒有獲得任何國家的承認。不過此組織獲得不少海外台僑支持，廖文毅曾往印尼與馬來西亞進行訪問，陳智雄獲派「台灣共和國臨時政府東南亞巡迴大使」。
1965年5月，廖文毅返台之後，運動衰敗；到1977年1月7日林台元過世後，台灣共和國臨時政府便宣告結束。

## 台灣共和國台灣同心旗

台灣共和國台灣同心旗

1994年《台灣教會公報》報導，台灣同心旗是由台福基督教會（俗稱「台福教會」）總幹事劉瑞義牧師繪製，1991年被以台灣教授協會等台獨人士組成的「台灣人民制憲會議」選為「台灣新國旗」；同年10月，民主進步黨將「建立主權獨立自主的台灣共和國」寫入黨綱，此即台獨黨綱。此後，台灣同心旗即成為島內與海外台獨運動支持者較常使用的旗幟。1993年，部分台獨人士在國立臺灣大學校門前廣場舉行「台灣國升旗典禮」。1994年6月24、25日，「第二次台灣人民制憲會議」正式通過，未來將倡議台灣同心旗取代現有青天白日滿地紅旗。「四個同心」即所謂「台灣四大族群」同心之意；綠邊象徵台灣美好的自然環境；白底象徵純潔。
「同心」或稱「八菊」，有謂與日本皇室菊花紋章「十六瓣菊」過於接近。而且台灣同心旗白底紅心，除加上民主進步黨黨旗所使用的綠邊外，與日本的徽、旗近似之處不少。四心被切為八瓣，也使台灣同心旗受到不少批評，更時常被統派人士拿來諷刺「台獨是日本傀儡」。
支持台灣同心旗的論點認為，世界各國國旗有類似設計者所在多有，例如西歐多國的以條狀色塊為國旗，馬來西亞國旗與美國國旗的橫條類似；同心與他國圖案近似，純屬巧合，不需渲染。不過由於台灣同心旗爭議較多，部分台獨支持者也不完全認同台灣同心旗，在主張台灣獨立的遊行活動中，有時另舉台灣獨立建國聯盟旗或民主進步黨黨旗。
台灣獨立建國聯盟的部分人士曾提出把1990年野百合學運會場中正紀念堂廣場的野百合塑像納入未來的獨立後的台灣國旗，其旗幟尚未有固定圖樣。目前，台灣同心旗已少被台灣獨立運動所使用。

## 世界台灣人大會台灣旗

WTC台灣旗

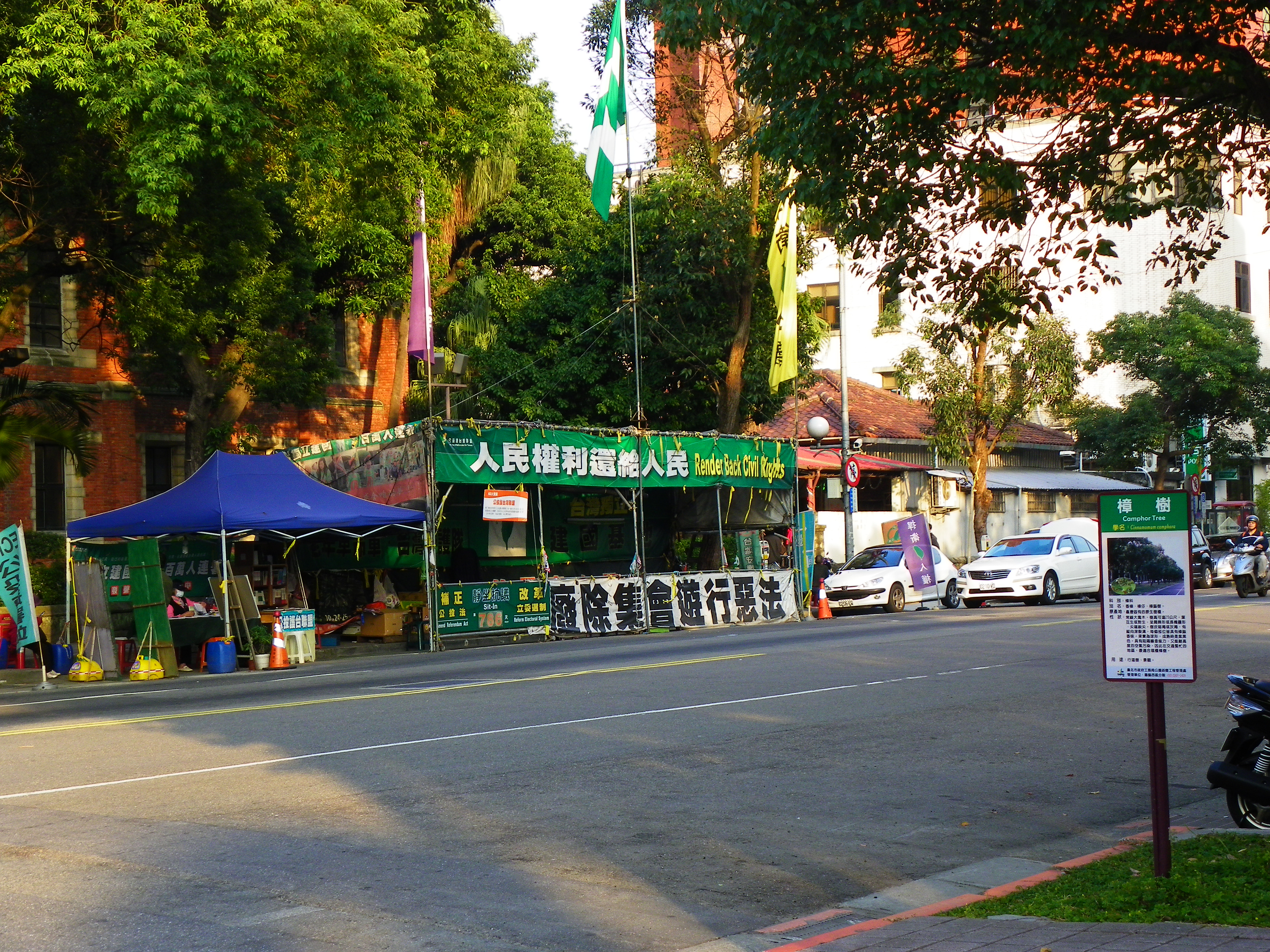
公投護台灣聯盟在立法院門前長期駐紮抗議的帳篷，懸掛WTC台灣旗

台灣旗，由世界台灣人大會（World Taiwanese Congress, "WTC"）首倡之台灣代表旗幟，以加拿大國旗作為設計參考，為世界台灣人大會會旗，因近似於民主進步黨黨旗而有些批評。與民主進步黨黨旗不同處為其並非「十字路口」白十字底，而是「一條路直走」白直線底，旗幟上為台灣、澎湖地圖，但無畫入金門、馬祖。目前廣泛於國內外台獨團體活動場合使用，以彰顯台灣主體性。公投護台灣聯盟在立法院門前長期駐紮抗議的帳篷，懸掛的旗幟即是台灣旗。

## 台字翠青旗

台字翠青旗

以日治時期臺灣的代表紋章——「台字章」為設計核心，由台灣國護照貼紙發明者、台中默契咖啡店店長陳致豪（老丹）所設計，於2016年發表。深藍色主色調，寓意大海、白色象徵浪花、翠青色表達台灣主體核心的原住民的高山國、台字紋則作為台灣象徵。對角線分割的描繪層層山巒，翠青色（pantone 3255C）三角為翠綠青山，以台字紋作為台灣符碼，前行揚起浪花向獨立建國前進。但由於台字章是日本殖民的產物而有爭議。
目前「台字翠青旗」與「世界台灣人大會旗」為較常被台灣獨立相關活動使用的旗幟圖像。

## 其他
以下旗幟為用於台獨運動與相關活動場合中，但並未被提議成台灣國旗的旗幟。

### 908台灣國運動旗幟

908台灣國運動旗幟（模擬版本）

908台灣國運動旗之設計意涵：上藍下綠，中間部份是白底加上紅色大太陽，因為台灣曾被日本統治過，緊接著是中國國民黨，而後是民主進步黨執政，這面旗幟是要讓臺灣人看清楚自己的歷史。亦有將此解釋為日頭是全人類共有資產，詮釋不同，但都可以使用，加上象徵台灣地理特性的藍色海洋與綠色大地，總口號為：「藍海、綠地、台灣紅。」

### 台灣獨立鯨魚旗與玉山旗
台灣獨立鯨魚旗與玉山旗，與台字翠青旗同樣由陳致豪設計，為近年來台灣的公民運動廣泛使用。

台灣獨立鯨魚旗

### 台灣獨立建國聯盟旗

台灣獨立建國聯盟旗

白色代表純潔，紅色代表熱情，台灣地圖代表對台灣的認同。